# Can Ribalta (Sant Antoni de Vilamajor)
Can Ribalta és una obra de Sant Antoni de Vilamajor (Vallès Oriental) protegida com a Bé Cultural d'Interès Local.

## Descripció
Edificació de planta rectangular de planta baixa i dos pisos amb coberta de teula àrab a quatre vessants sobre un ràfec treballat. La senzillesa del volum,però també la seva contundència queda refermada pel tractament de les façanes: llises i amb poques obertures ben ordenades. La façana principal, orientada a sud, està ordenada a partir de tres eixos verticals de composició amb balcons a les plantes pis, en què hi destaca un rellotge de sol. Dels volums destinats a dependències agrícoles col·locats a la banda nord del conjunt en destaquen els de maó vist.